# Hoste (Moselle)
Hoste (deutsch Host, lothringisch Hooscht, 1793 und 1801 noch mit den französischen Schreibweisen Les Deux Hostes und Les Deux-Host) ist eine französische Gemeinde mit 572 Einwohnern (Stand 1. Januar 2022) im Département Moselle in der Region Grand Est (bis 2015 Lothringen). Sie gehört zum Arrondissement Forbach-Boulay-Moselle und zum Gemeindeverband Freyming-Merlebach.

## Geografie
Die Gemeinde Hoste im Nordosten Lothringens liegt im Bereich der Teichlandschaft, die durch Stau der Quellflüsse des Mutterbaches (le Moderbach), einem Nebenfluss der Albe, angelegt wurden. Die Stauseen Étang de Hoste-Haut und Etang de Hoste-Bas liegen innerhalb des Gemeindegebietes. Letzterer ist für den Tourismus und die Naherholung erschlossen und verfügt über zahlreiche Bootsanlegestellen. Das ca. 9,42 km² umfassende Gemeindegebiet wird von drei Quellbächen, die sich zum Hosterbach vereinen, durchzogen. Wälder haben einen Anteil von etwa 15 % am Gemeindegebiet, der größte Teil des sanft hügeligen Terrains besteht aus Acker- und Grünland.
Hoste besteht aus den beiden Teilen Hoste-Bas (Niederhost) und Hoste-Haut (Oberhost, 1940–1944 Petersruh) sowie dem zwei Kilometer südwestlich gelegenen Ortsteil Valette (1940–1944 Valett).
Nachbargemeinden von Hoste sind Cappel, Loupershouse, Puttelange-aux-Lacs, Saint-Jean-Rohrbach, Leyviller, Altrippe, Maxstadt und Barst.

## Bevölkerungsentwicklung
| Jahr                       | 1962 | 1968 | 1975 | 1982 | 1990 | 1999 | 2010 | 2021 |
| -------------------------- | ---- | ---- | ---- | ---- | ---- | ---- | ---- | ---- |
| Einwohner                  | 435  | 441  | 458  | 481  | 516  | 579  | 651  | 580  |
| Quellen: Cassini und INSEE |      |      |      |      |      |      |      |      |

Im Jahr 1821 wurde mit 1012 Bewohnern die bisher höchste Einwohnerzahl ermittelt. Die Zahlen basieren auf den Daten von cassini.ehess und INSEE.

## Sehenswürdigkeiten
- Kirche St. Mauritius in neugotischem Stil aus dem Jahr 1870
- Kirche St. Ludwig im Ortsteil Valette
- Arboretum im Ortsteil Hoste-Bas
- Ziehbrunnen

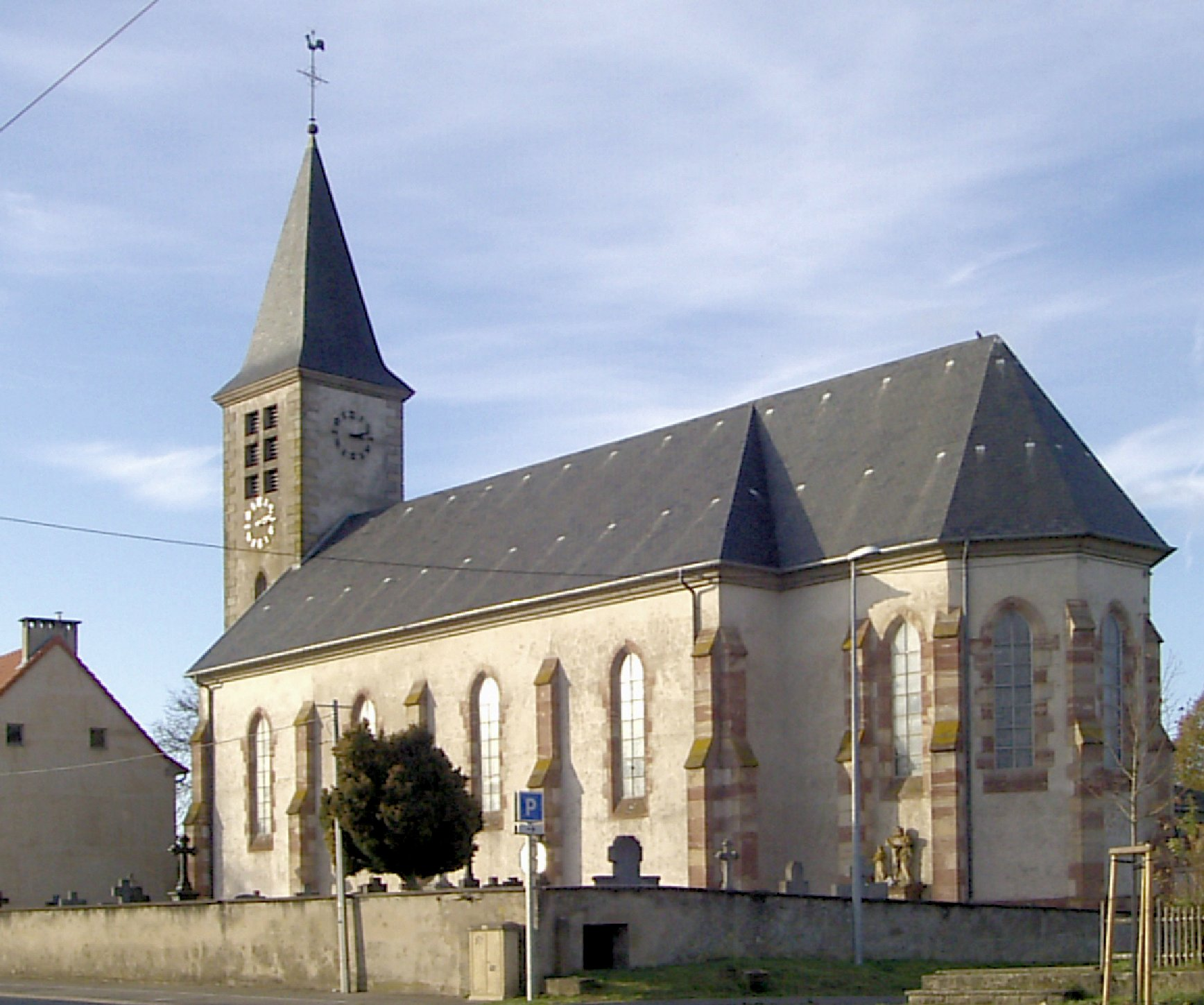
Kirche St. Mauritius
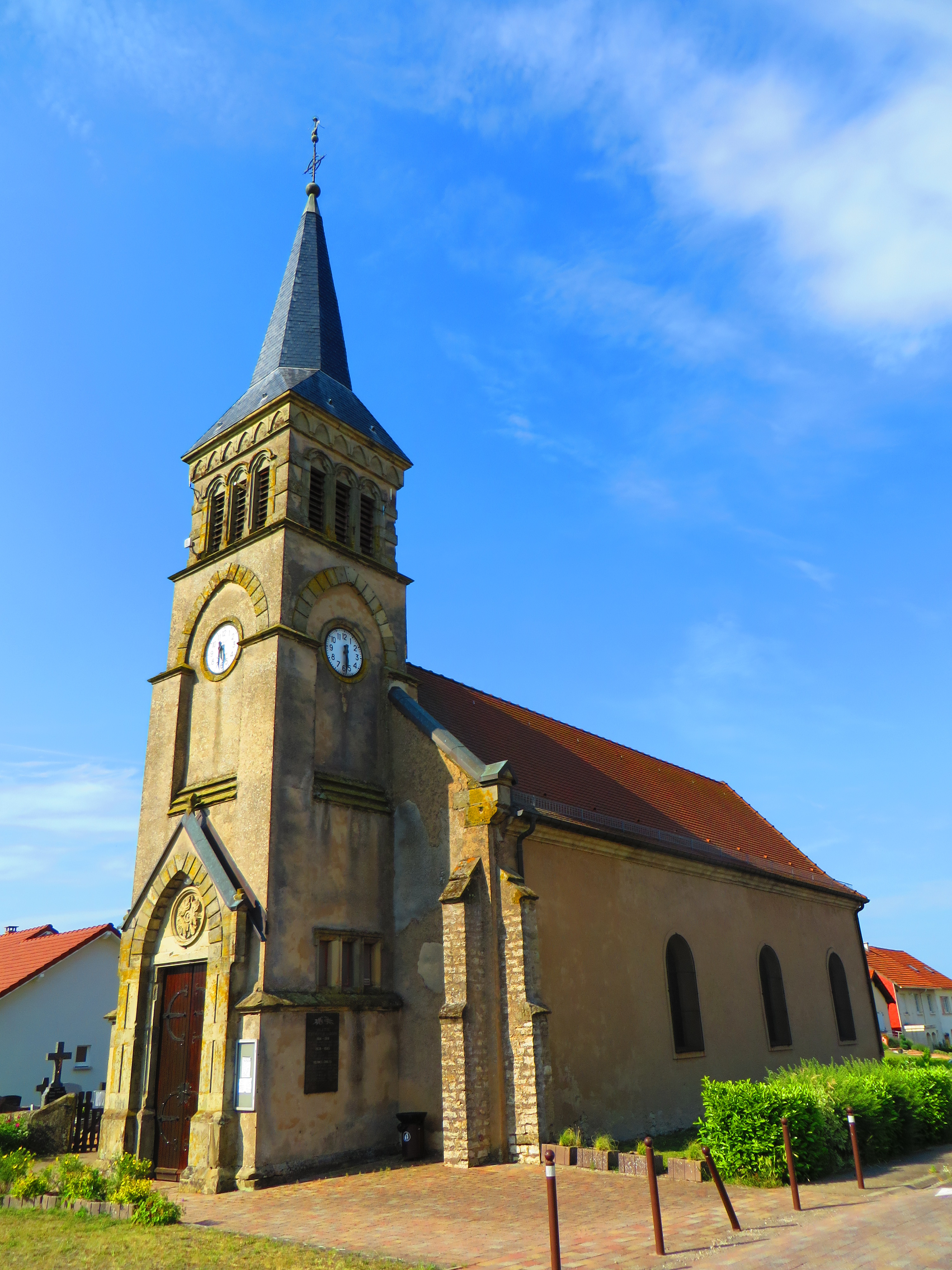
Kirche St. Ludwig in Valette
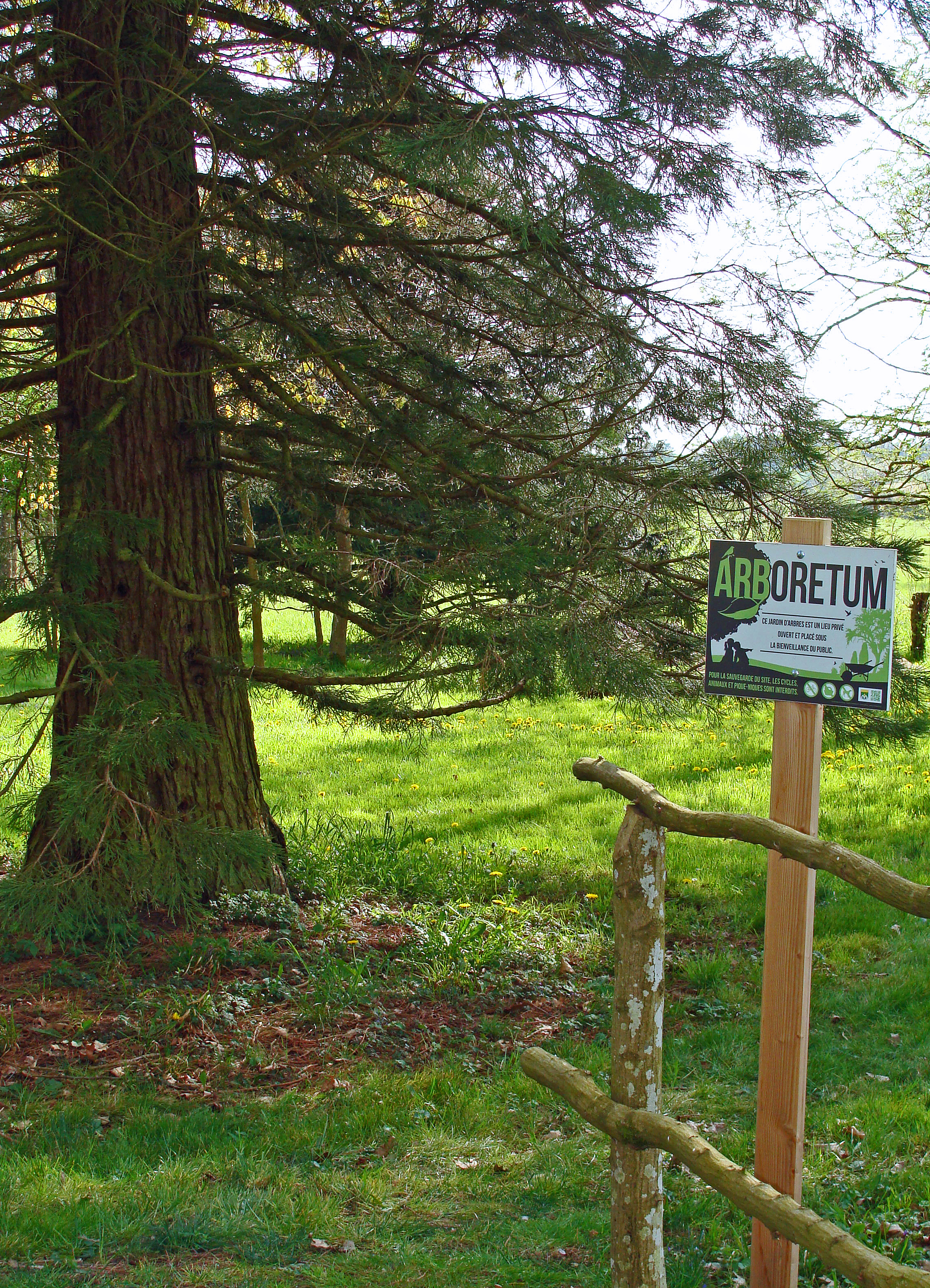
Mammutbaum im Arboretum
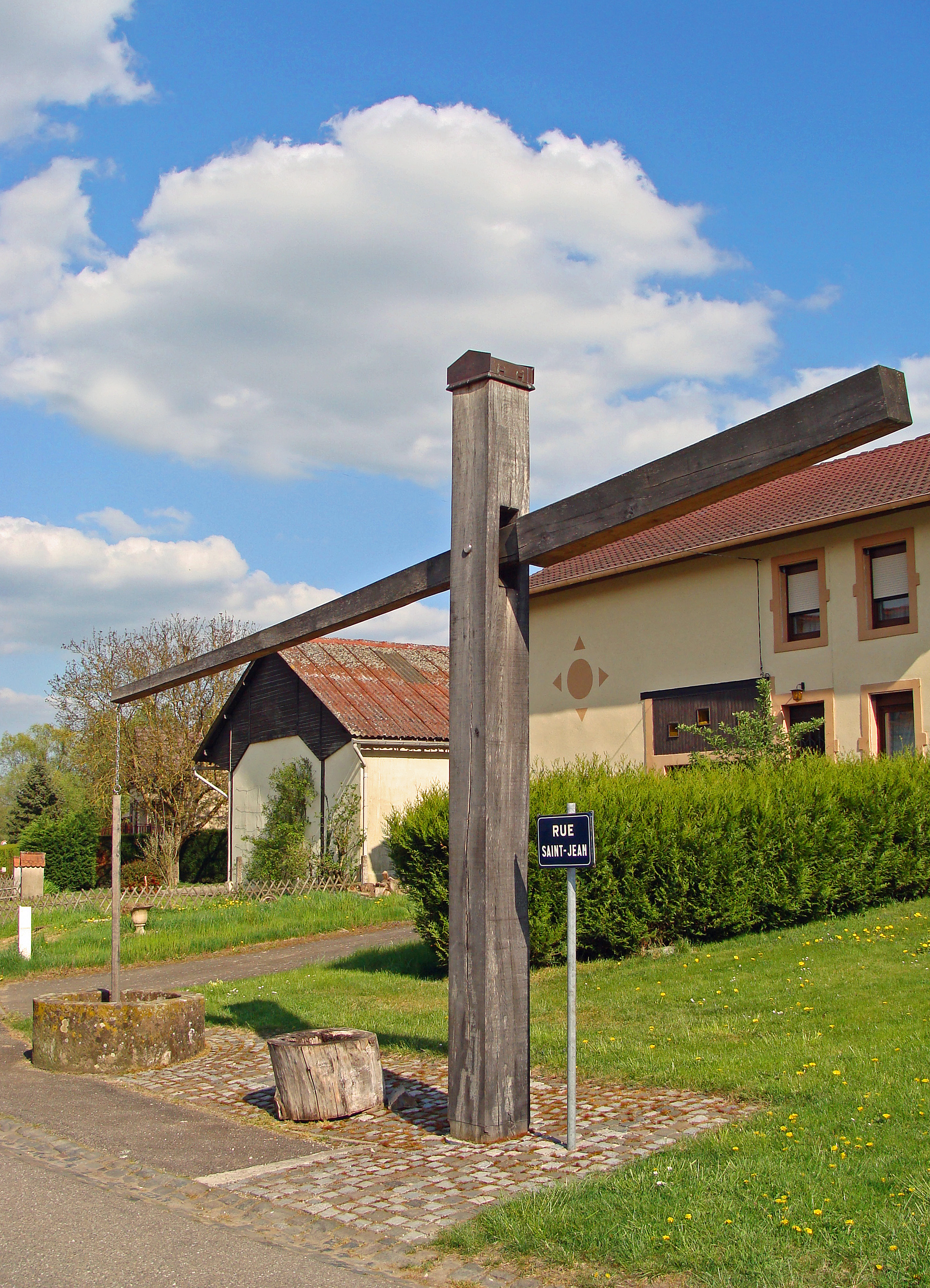
Ziehbrunnen

## Wirtschaft und Infrastruktur
Hoste ist eine kleine Gemeinde und wurde lange von der Landwirtschaft geprägt. Heute sind in der Gemeinde noch sechs Landwirtschaftsbetriebe ansässig (unter anderem Rinderzucht). Viele Häuser sind neueren Datums und Ausdruck für den anhaltenden Bevölkerungszuwachs der letzten Jahre. Er ist auf die beiden Seen in der Gemeinde einerseits und die günstige Verkehrsanbindung zu den großen Industrieparks der Umgebung andererseits zurückzuführen.
Durch Hoste führt die Route nationale 56 (Saint-Avold–Sarralbe). Der Anschluss Puttelange-aux-Lacs an der Autobahn Paris-Straßburg ist vier, der Anschluss Farébersviller sieben Kilometer von Hoste entfernt. Der nächste Bahnhof befindet sich im benachbarten Ort Loupershouse.

## Belege
1. ↑  Ortsname auf cassini.ehess.fr
2. ↑  Hoste auf cassini.ehess
3. ↑  Hoste auf INSEE
4. ↑  Landwirtschaftsbetriebe auf annuaire-mairie.fr (französisch)